# Королишин Любомир Іванович
Короли́шин Любоми́р Іва́нович (нар. 27 лютого 1945, Золота Слобода, Козівський район, Тернопільська область, УРСР) — український архітектор-практик, головний архітектор проєктів Державного інституту проектування міст «Містопроект» м. Львів.

## Біографія

Архітектор Королишин Л. І.

Королишин Любомир

Народився 27 лютого 1945 року в Селі Золота Слобода, Козівського району, Тернопільської області.
Із 1952 року навчався у Золотослобідській семирічній школі.
У 1959 році вступив до 8 класу Козівської середньої школи.
У 1963—1968 роках навчався в «Львівському ордена Леніна політехнічному інституті» (нинішня назва Львівський політехнічний інститут) на інженерно-будівельному факультеті на спеціальність — архітектура.
1968—1969 рр. працював у Закарпатському філіалі Проектного інституту «Діпромісто» (м. Ужгород) (суч. назва ДПІ «ЗАКАРПАТДІПРОМІСТО») за спеціальністю — архітектор в архітектурно-планувальної майстерні № 1.
Із 1969 року переведений із Закарпатського філіалу «Діпромісто» у Львівський філіал «Діпромісто» (суч. назва ДП ДІПМ «Містопроект»), як молодий спеціаліст.
1972 — переведений на керівника групи архітекторів.
1976—2025 — головний архітектор проекту (ГАП) у майстерні КПМ-4.
1986 — член Національної спілки архітекторів України (НСАУ).

1995 — член-кореспондент Української академії архітектури. 

## Основні реалізовані праці
- генеральний план та проект детального планування санаторно-курортної зони міста Трускавця Львівської області (1980) (в складі авторського колективу)
- санаторні комплекси у Трускавці
  - «Дніпро» на вул. Дрогобицька, № 33 (1978) (в складі авторського колективу)
  - «Батьківщина» на вул. Городище, № 6 (1981) (в складі авторського колективу)
  - «Весна» на вул. Суховоля, № 33 (1984) (в складі авторського колективу)
- водолікарня (реабілітаційний СПА-ЦЕНТР (суч. назва "МЕД-ПАЛАЦ СПА")) та спальний корпус санаторію «Каштан» (суч. назва: Mirotel Resort & SPA) на вул. Ю. Дрогобича, № 1 (2006) у Трускавці (у співавторстві із Козачук В.М.)
- забудова мікрорайону № 2 на вул. І.Мазепи в м. Трускавці (в складі авторського колективу)
- забудова мікрорайонів № 1 і 2 на вул. Пасічна (1989) (в складі авторського колективу)
- забудова мікрорайоні № 61-62 житлового масиву «Лисиничі» на вул. Тракт Глинянський (у співавторстві із Козачук В.М.)
- забудова кварталів на вул. Китайській та на вул. Гашека у м. Львові (в складі авторського колективу)
- житловий будинок на вул. Перемиська, № 4 (1997) (у співавторстві із Козачук В.М.)
- селянський комерційний банк «Дністер» на вул. Переяславська, № 2 (2002) (у співавторстві із Козачук В.М.)
- реконструкція та реставрація пам'яток архітектури на пл. Ринок, 1 «Ратуша» та на вул. Соборній, 12а у м. Львові (у співавторстві із Козачук В.М.)
- обласний онкологічний лікувально-діагностичний центр на вул. Я. Гашека, № 2а (2003) (в складі авторського колективу)
- квартал малоповерхової забудови на вул. Гординських, № 4 (2009) (у співавторстві із Козачук В.М.)
- Церква Ісуса Христа Святих Останніх Днів (ЦІХСОД у м.Львів) на вул. Шота Руставелі, 11 у м.Львові (2007) (у співавторстві із Козачук В.М.)
- резиденція Генерального консульства Республіки Польща у Львові на вул. І. Франка, № 108 (2010, у співавторстві із Козачук В. М.)
- собор Покрови Пресвятої Богородиці на вул. І. Франка, № 47 у м. Самбір Львівської обл (в складі авторського колективу).

## Нагороди
- 1981 — премія Ради Міністрів СРСР за проектування і реалізацію Генерального плану м. Трускавця.

- 2000 — грамота Держбуду України за кваліфіковану розробку проекту будинку «Дністер» на вул. Переяславській, 6-А у м. Львові.

- 2001 — обласна мистецька премія імені Івана Левинського «Львівська слава» за селянський комерційний банк «Дністер» на вул. Переяславській у м. Львові.

- 2007 — відзнака польської премії Kryształowa Cegła «Dom-2007» та нагорода на конкурсі Kryształowa Cegła «Dom-2007» у категорії «Заклади охорони здоров'я та колективного житла» за «Реабілітаційно-діагностичний центр МЕД-ПАЛАЦ СПА на бульварі Я.Дрогобича, 36 м. Трускавець — Україна» (у співавторстві із Козачук В.М.).

- 2010 — відзнака польської премії Kryształowa Cegła «Dom-2010» та нагорода на конкурсі Kryształowa Cegła «Dom-2010» у категорії «Житлові будинки» за «Житловий комплекс на вул. Гординських, 4 у м. Львові» (у співавторстві із Козачук В.М.).

- 2013 — відзнака польської премії Kryształowa Cegła «Dom-2013» та нагорода на конкурсі Kryształowa Cegła «Dom-2013» у категорії «Готельні та конференц-зали» за «Рекреаційно-оздоровчий комплекс Mirotel Resort & SPA у м. Трускавець» (у співавторстві із Козачук В.М.).

- 2016 — відзнака польської премії Kryształowa Cegła «Dom-2016» та нагорода на конкурсі Kryształowa Cegła «Dom-2016» у категорії «Житлові комплекси та об'єкти ревіталізованих територій» за «Багатоквартирний житловий та службовий будинок на вулиці Цехова, 1 у м. Львові» (у співавторстві із Козачук В.М.).

## Галерея

Санаторний комплекс «Дніпро» на вул. Городище, 6 у м. Трускавець
Реабілітаційно-діагностичний центр МЕД-ПАЛАЦ СПА на бульварі Я.Дрогобича, 36 м. Трускавець
Комплекс Mirotel Resort & SPA у м. Трускавець
Рекреаційно-оздоровчий комплекс Mirotel Resort & SPA у м. Трускавець
Житловий будинок на вул. Перемиська, № 4 у м. Львові. Україна
Квартал малоповерхової забудови на вул. Гординських, 4 у м. Львові.
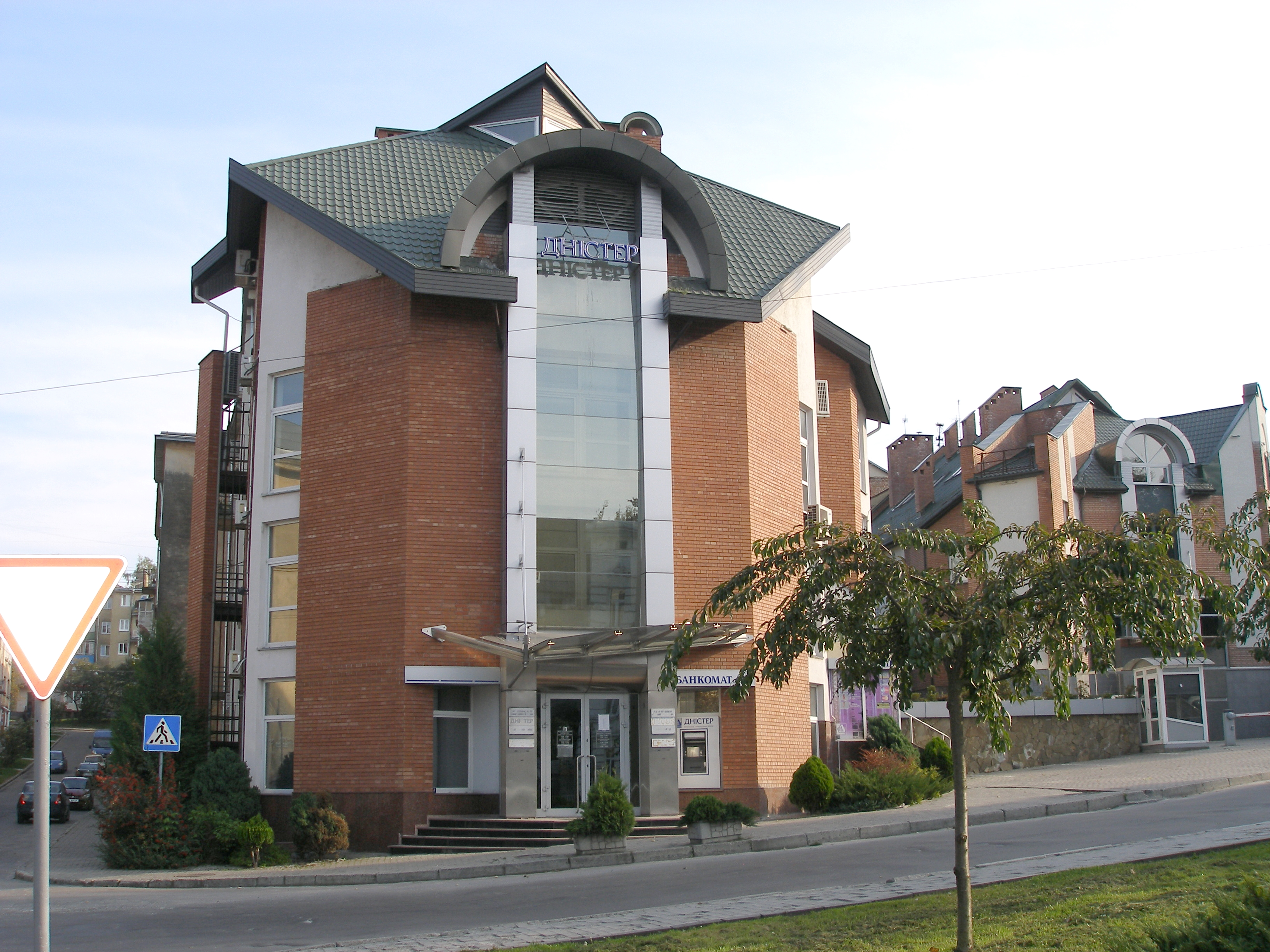
Банк «Дністер» на вул. Переяславська, № 2 у м. Львові
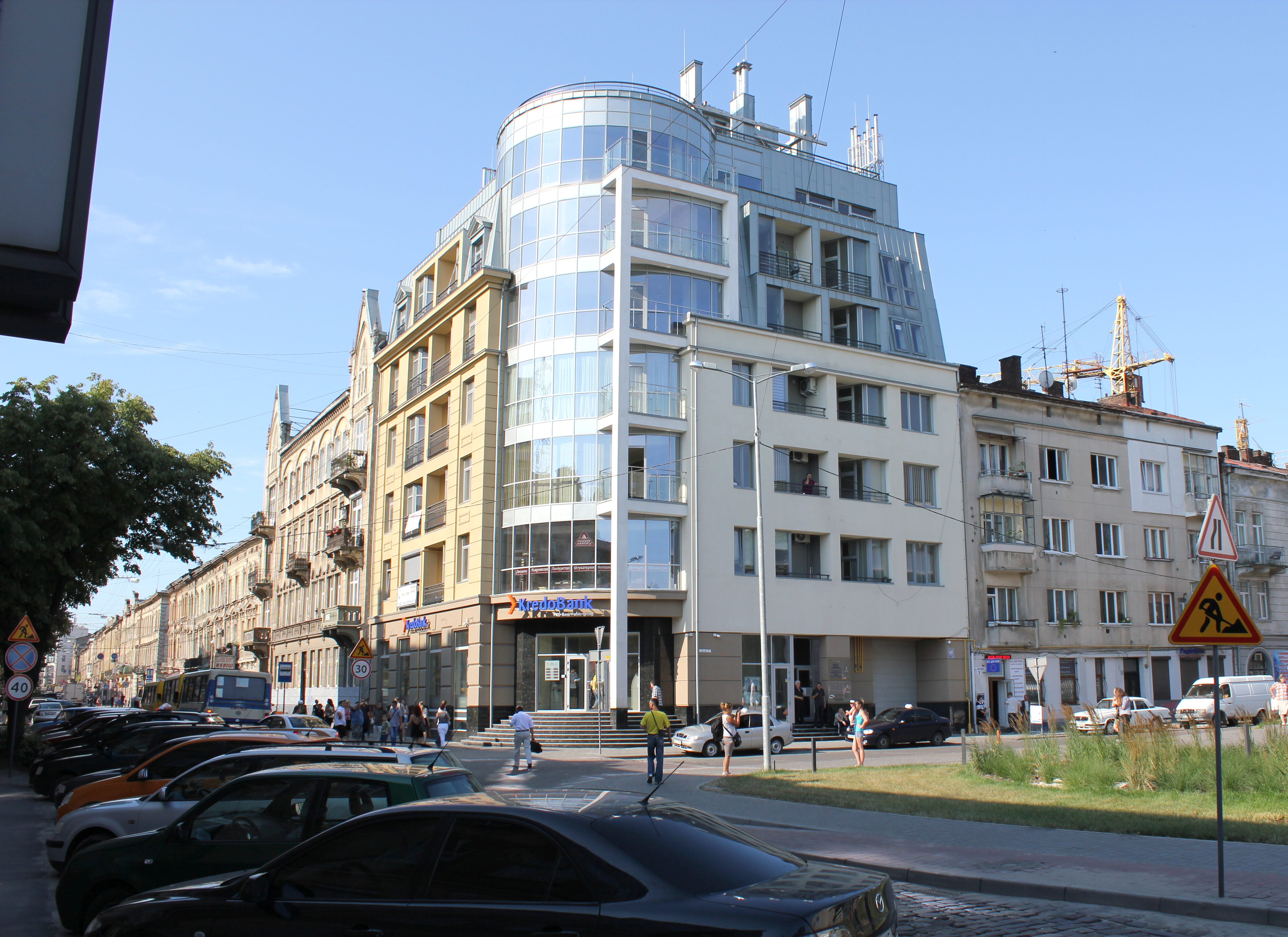
Багатоквартирний житловий та службовий будинок на вулиці Цехова, 1 у м. Львові
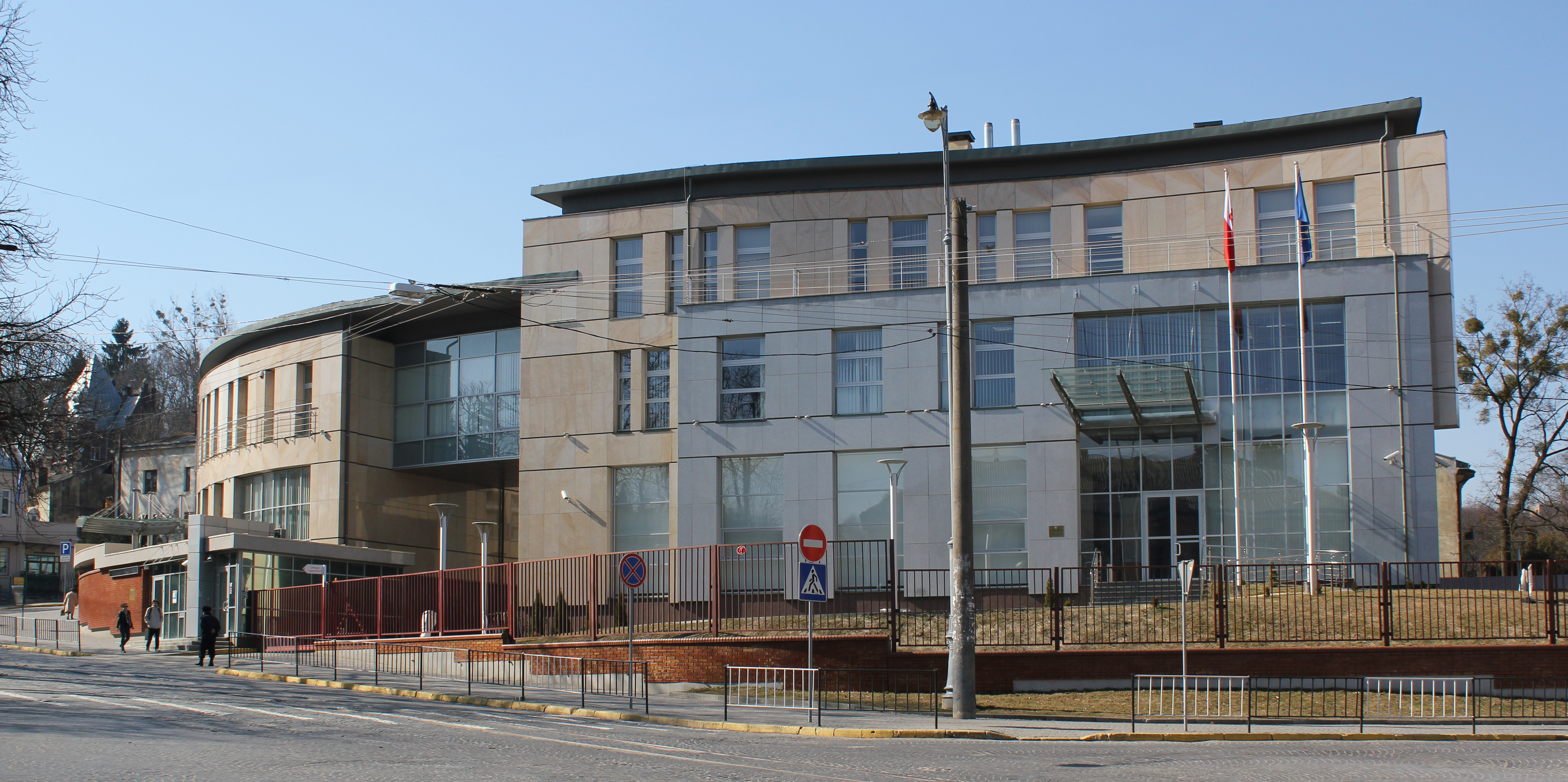
Резиденція генерального консульства Республіки Польща на вул. І. Франка у Львові
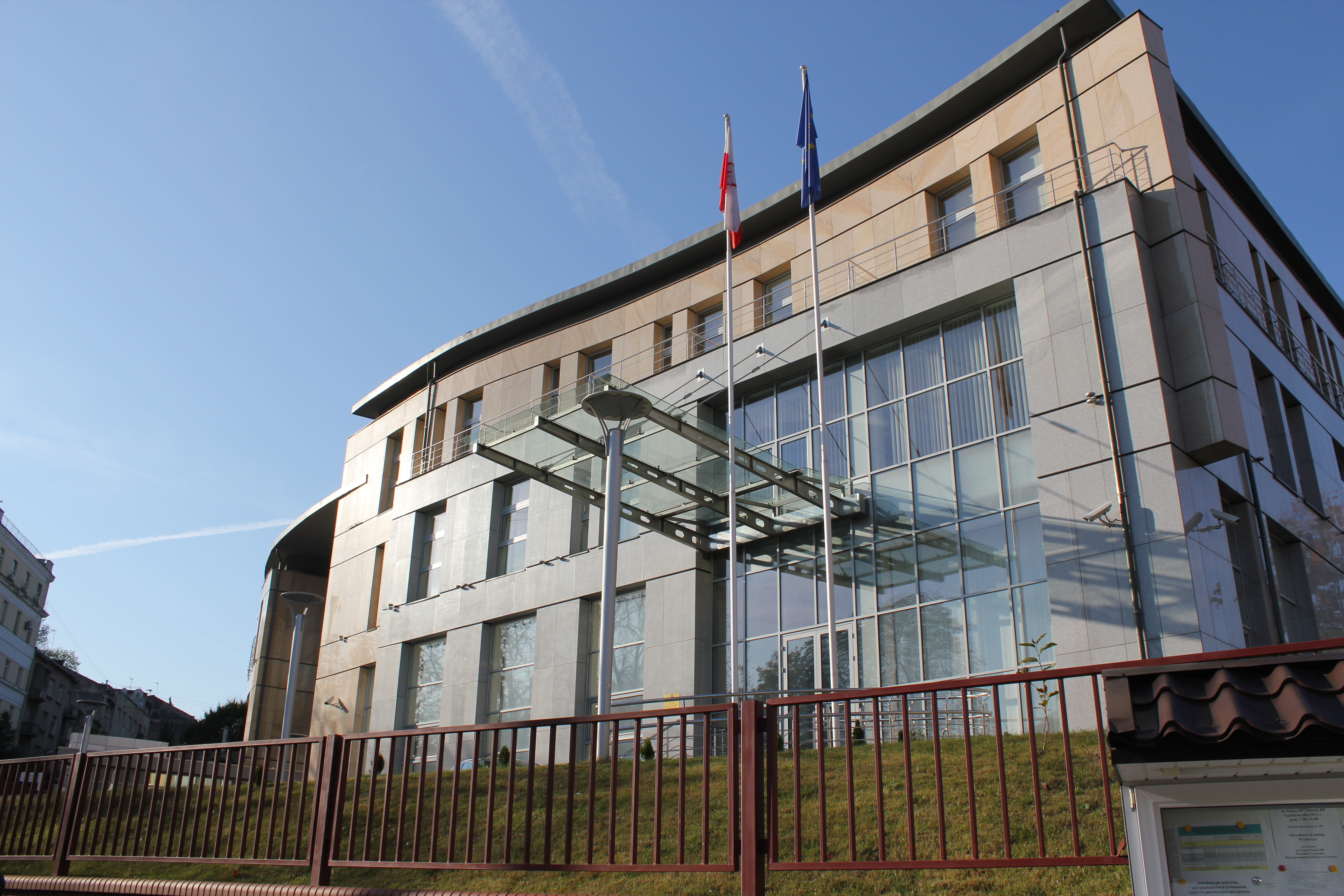
Генеральне консульство Республіки Польща на вул. Івана Франка у Львові
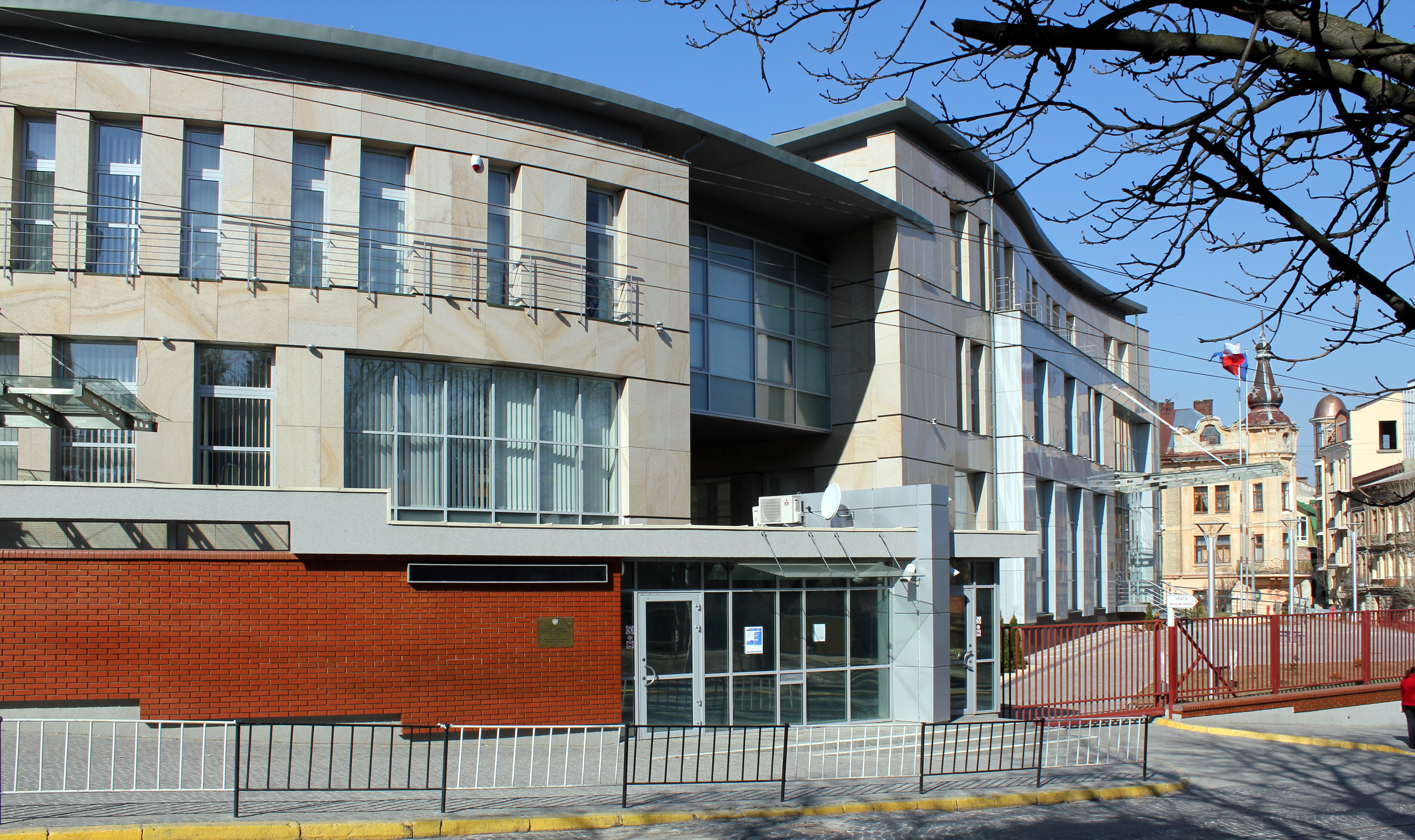
Резиденція генерального консульства Республіки Польща на вул. Івана Франка у Львові
Церква Ісуса Христа Святих Останніх Днів в Україні (Львів)